# Tramontane (film)
Pour les articles homonymes, voir Tramontane (homonymie).
Pour plus de détails, voir Fiche technique et Distribution.
Tramontane (en arabe : Rabih) est un film franco-libanais de Vatche Boulghourjian sorti en 2017.
Il a été sélectionné dans le cadre de la Semaine internationale de la critique au festival de Cannes 2016 et y a reçu le Grand Prix du Rail d'or,. Il a également reçu le prix Découverte au Festival du film francophone de Namur en octobre 2016.
Le titre original Rabih correspond au prénom du héros du film, Rabih Malek ; il signifie « printemps » en arabe.

## Synopsis
« Pour partir en tournée en Europe, Rabih, musicien non-voyant qui vit dans une petite ville de la montagne libanaise, a besoin d’un passeport. Cette démarche administrative lui fait vite perdre toutes ses certitudes sur son histoire, ses origines.

## Analyse
La métaphore de Tramontane n’est pas très difficile à déchiffrer : quarante ans après le début de la guerre civile, alors qu’elle menace toujours de reprendre, le Liban ne peut voir son passé, et tous les efforts pour l’éclairer sont voués au mieux à l’indifférence, au pire à l’échec ».
« Sa patrie n'est pas capable de raconter au jeune homme son passé, elle n'est même pas capable de se souvenir du sien », explique Vatche Boulghourjian. « Car le Liban du jeune musicien a été meurtri par une guerre civile entre 1975 et 1990 et n'arrive toujours pas à s'en remettre complètement ». Selon le réalisateur ce film pose plusieurs questions : « Peut-on raconter, de manière lucide, notre propre passé ? Comment l'expérience de toute une nation affecte tout un chacun, et comment chacun se souvient et décrit cette expérience ? Quel est notre récit commun ? La mémoire collective existe-t-elle, ou bien est-elle la somme de récits individuels ? ».

## Fiche technique
- Réalisation : Vatche Boulghourjian
- Musique : Cynthia Zaven
- Montage : Nadia Ben Rachid
- Photographie : James Lee Phelan
- Producteurs : Georges Schoucair, Caroline Oliveira, Gabrielle Dumon
- Distributeur : Ad Vitam (France)
- Langue : arabe
- Date de sortie : 17 mai 2016 Festival de Cannes

## Distribution
- Barakat Jabbour : Rabih
- Julia Kassar : Samar
- Toufic Barakat : Hisham
- Michel Adabachi : Wissam
- Abido Bacha : Mounir
- Odette Makhlouf : Hana
- Georges Diab : Nabil